# WTA Zagreb
Das WTA Zagreb (offiziell: Croatian Ladies Open) war ein Damen-Tennisturnier der WTA Tour, das in der kroatischen Stadt Zagreb auf Sand ausgetragen wurde.

## Siegerliste

### Einzel
| Jahr                    | Siegerin         | Finalgegnerin | Ergebnis |
| ----------------------- | ---------------- | ------------- | -------- |
| ↓ Kategorie: Tier III ↓ |                  |               |          |
| 1995                    | Sabine Appelmans | Silke Meier   | 6:4, 6:3 |

### Doppel
| Jahr                    | Siegerinnen               | Finalgegnerinnen            | Ergebnis |
| ----------------------- | ------------------------- | --------------------------- | -------- |
| ↓ Kategorie: Tier III ↓ |                           |                             |          |
| 1995                    | Mercedes Paz Rene Simpson | Laura Golarsa Irina Spîrlea | 7:5, 6:2 |